# Holdra szállások emberrel

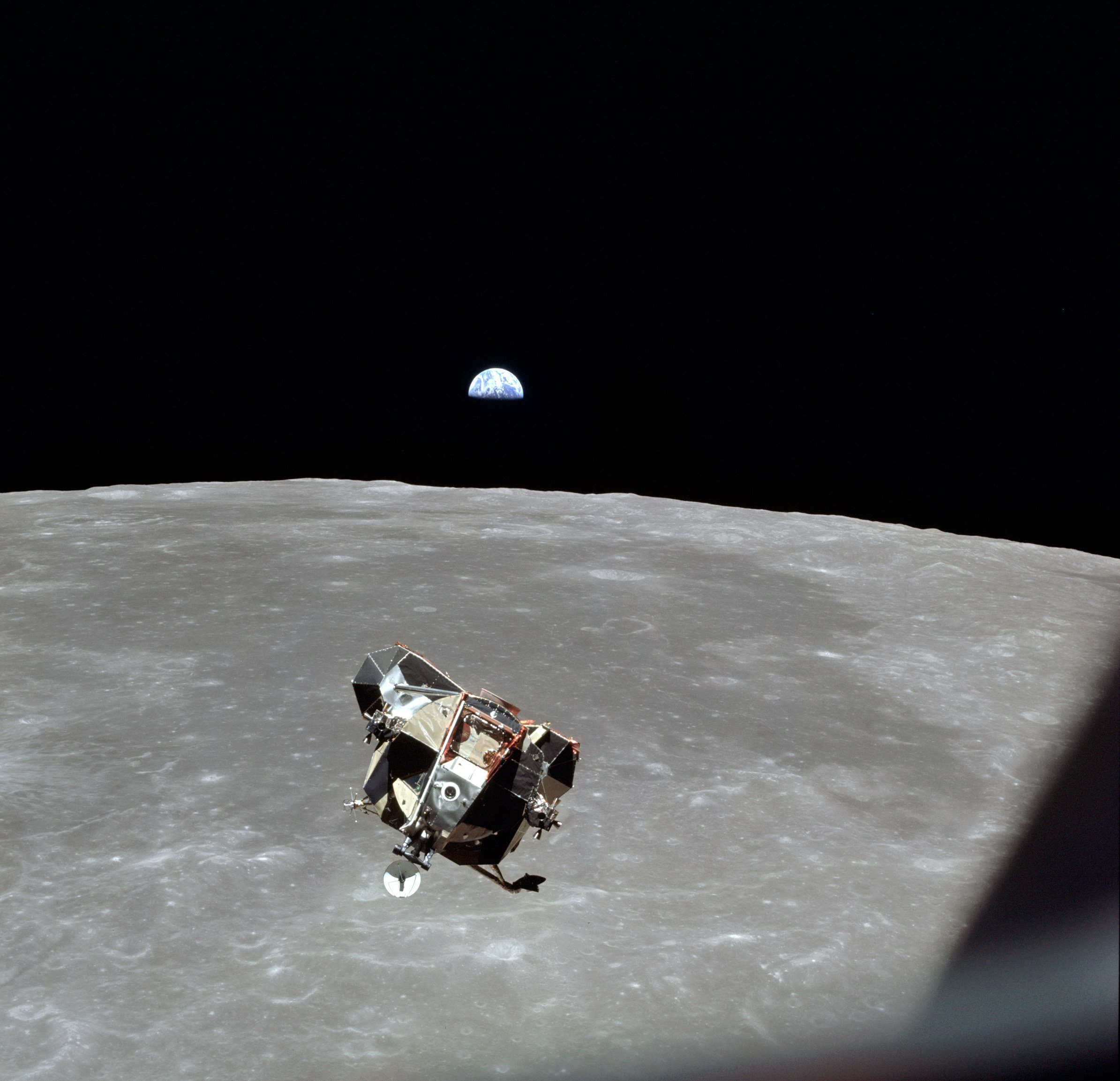
Az Apollo–11 holdra szálló egysége

John Fitzgerald Kennedy amerikai elnök 1961. május 25-én hirdette meg a Holdra szállási programot. Az űrversenyben, amely a Szovjetunió és az Amerikai Egyesült Államok között alakult ki, az amerikai Apollo-program volt az első – és mindeddig egyetlen – ilyen űrkutatási program, melynek keretében 1969 és 1972 között az Egyesült Államok 12 űrhajóst juttatott a Hold felszínére.
Az emberrel történő első holdra szállás főpróbája az Apollo–10 küldetése volt 1969 májusában. Ekkor Thomas Stafford parancsnok, John Young, a parancsnoki modul pilótája és Eugene Cernan, a leszállóegység pilótája megkerülte a Holdat, majd Hold körüli pályára állt. A főpróba során Stafford és Cernan átszállt a holdkompba, és elvégezték a holdra szállás szimulációs programját, ennek végrehajtása során 15 kilométer távolságra közelítették meg a Hold felszínét, majd visszatértek a parkolópályán keringő parancsnoki egységhez, és sikeresen összekapcsolódtak vele.
1969. július 20-án, 20:17-kor UTC történt meg a történelmi pillanat az Apollo–11 küldetése során (a tervezett leszállási helytől 6,5 km-re), amikor az első ember, Neil Armstrong az Eagle (Sas) névre keresztelt holdkomp fedélzeti ajtaján kilépve a Hold felszínére lépett, és a következőt mondta:
Kis lépés egy embernek, de hatalmas ugrás az emberiségnek.

## Apollo-program
| Küldetés jelvénye | Küldetés neve | Parancsnoki modul pilótája | Holdra szálló egység neve | Holdra szállás                  | Holdra szállás helye                         | Holdra szálló legénység                   | Holdon töltött idő     |
| ----------------- | ------------- | -------------------------- | ------------------------- | ------------------------------- | -------------------------------------------- | ----------------------------------------- | ---------------------- |
|                   | Apollo–11     | Michael Collins            | Eagle                     | 1969. július 20. 20:17:40 UTC   | Nyugalom tengere 0°40'27"É, 23°28'23"K       | Neil Armstrong, Edwin „Buzz” Aldrin       | 21 óra 36 perc 20 mp   |
|                   | Apollo–12     | Richard F. Gordon          | Intrepid                  | 1969. november 18. 06:54:35 UTC | Viharok óceánja 3°0'44"D, 23°25'17"Ny        | Charles Conrad, Alan Bean                 | 31 óra 31 perc 11,6 mp |
|                   | Apollo–14     | Stuart Allen Roosa         | Antares                   | 1971. február 5. 09:18:11 UTC   | Fra Mauro 3°38'43"D, 17°28'16"Ny             | Alan Shepard, Edgar Mitchell              | 33 óra 30 perc 29 mp   |
|                   | Apollo–15     | Alfred Worden              | Falcon                    | 1971. július 30. 22:16:29 UTC   | Hadley-hegység 26°7'56"É, 3°38'2"K           | David Scott, James Irwin                  | 66 óra 54 perc 54 mp   |
|                   | Apollo–16     | Thomas Mattingly           | Orion                     | 1972. április 21. 02:23:35 UTC  | Descartes-fennsík 8°58'22,84"D, 15°30'0,68"K | John Young, Charles Duke                  | 71 óra 2 perc 13 mp    |
|                   | Apollo–17     | Ron Evans                  | Challenger                | 1972. december 11. 19:54:57 UTC | Taurus-Littrow 20°11'26.88"É, 30°46'18.05"K  | Eugene Cernan, Harrison H. „Jack” Schmitt | 74 óra 59 perc 40 mp   |

## Artemis-program
| Küldetés jelvénye | Küldetés neve | Parancsnoki modul pilótája | Holdra szálló egység neve | Holdra szállás   | Holdra szállás helye | Holdra szálló legénység | Holdon töltött idő |
| ----------------- | ------------- | -------------------------- | ------------------------- | ---------------- | -------------------- | ----------------------- | ------------------ |
|                   | Artemis III   | Ismeretlen                 |                           | 2026. szeptember | Déli-sark            | Ismeretlen              |                    |
|                   | Artemis IV    | Ismeretlen                 |                           | 2028. szeptember |                      | Ismeretlen              |                    |
|                   | Artemis V     | Ismeretlen                 |                           | 2030. március    |                      | Ismeretlen              |                    |
|                   | Artemis VI    | Ismeretlen                 |                           | 2031. március    |                      | Ismeretlen              |                    |

## Összeesküvés-elméletek az első holdra szállással kapcsolatban

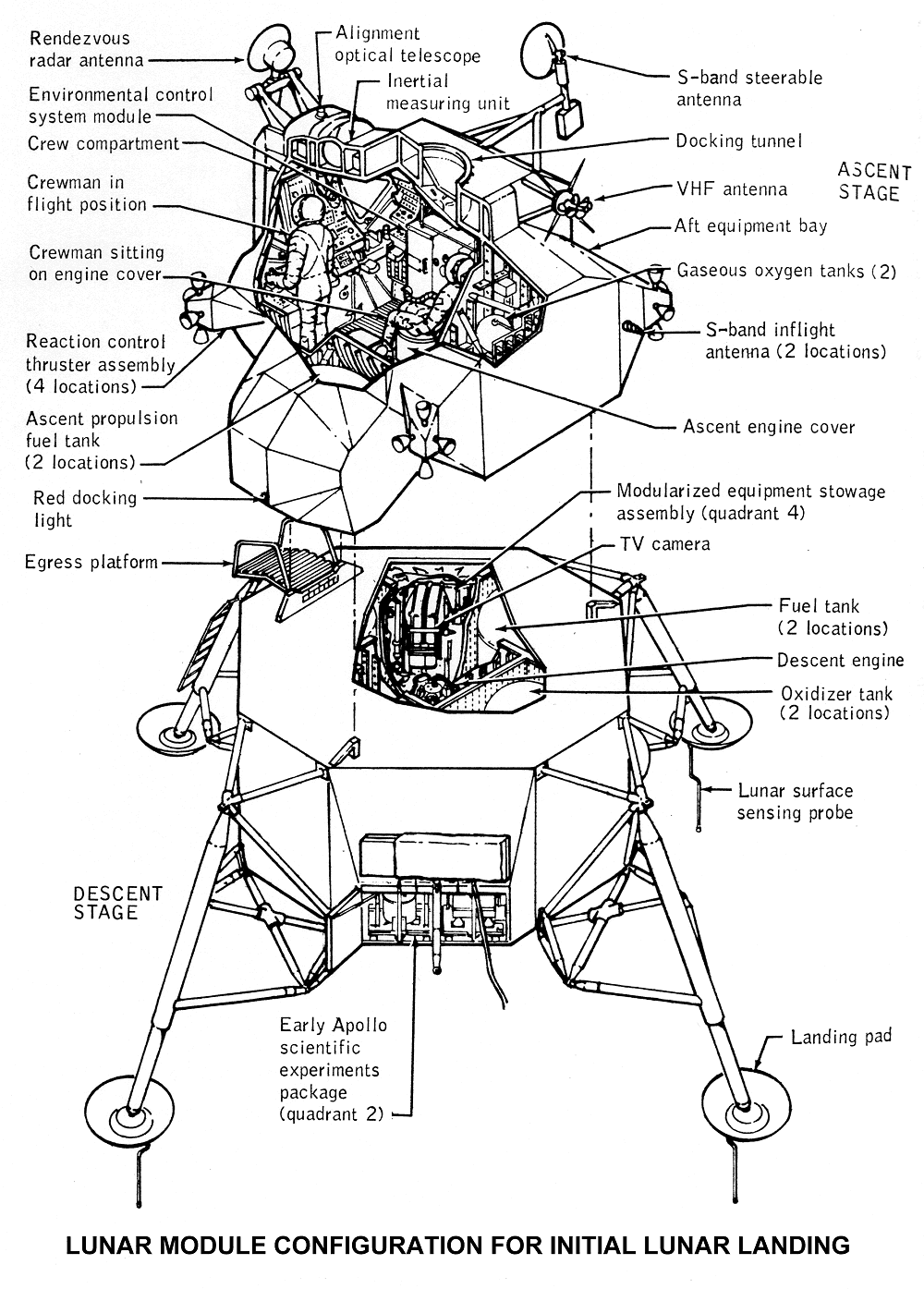
A Holdkomp (Lunar Excursion Module, LEM, „Holdra kiránduló modul”) vázlatos rajza

Amerikai közvélemény-kutatások szerint sokan kételkednek abban, hogy Neil Armstrong 1969-ben a Hold felszínén mondta el sokat idézett mondatát. Sokan azt állítják, hogy soha nem járt ember a Holdon, és a felvételeket egy filmstúdióban hamisították. Ugyanakkor a Szovjetunió, az Egyesült Államok legnagyobb versenytársa, sohasem kételkedett a holdra szállás valódiságában, amit az amerikaiak által a Hold felszínén hagyott tárgyak is bizonyítanak.

## A szovjet holdprogram
Az Amerikai Egyesült államok holdprogramjával párhuzamosan a Szovjetunió is megkezdte saját holdprogramjának fejlesztését, amelyet az Apollo-program sikere után félbeszakítottak, s az űrállomások fejlesztésére koncentráltak.

## Galéria
- Buzz Aldrin a Holdon (Apollo-11)
- Buzz Aldrin fényképe saját lábnyomáról a Hold porában
- John W. Young a holdjárónál (Apollo–16)
- Eugene Cernan az Apollo–17 küldetés során